# Ballrücken
Der Ballrücken ist ein Gebirgskamm im ostantarktischen Viktorialand. In der Explorers Range der Bowers Mountains ragt er in Nachbarschaft zum Mount Soza und Mount McCallum westlich des Alt-Gletschers auf.
Wissenschaftler der deutschen Expedition GANOVEX I (1979–1980) nahmen seine Benennung vor. Namensgeber ist der neuseeländische Bergsteiger und Bergführer Garry Ball (1953–1993), der an drei GANOVEX-Expeditionen beteiligt war.